# Pierre Albarran
Pierre Henri Maurice Albarran, né le 18 mai 1893 à Chaville et mort le 24 février 1960 à Paris, est un joueur et théoricien du bridge, joueur de tennis et écrivain français.

## Biographie
Pierre Albarran est le fils de l'urologue d'origine cubaine Joaquín Albarrán et de Pauline Ferri. Diplômé du baccalauréat à l'École Saint-Elme d'Arcachon en 1910, il entama des études de médecine qu'il abandonna puis étudia la philosophie à la faculté des lettres de Paris. Il obtint ensuite une licence de droit puis un diplôme en sciences politiques.
Partenaire régulier de la championne Suzanne Lenglen dont il a été un temps le compagnon, il a connu une brève carrière de joueur de tennis au début des années 1920. Il a rencontré ses principaux succès en double à Paris ou sur la Côte d'Azur, le plus souvent aux côtés de son ami intime Alain Gerbault. Il reste cependant principalement connu pour avoir obtenu une médaille de bronze en double lors des Jeux olympiques d'Anvers avec Max Decugis, profitant du forfait de ses compatriotes Jacques Brugnon et Jean-François Blanchy. En 1921, il fut finaliste en double du championnat du monde sur terre battue avec Gerbault contre André Gobert et William Laurentz. Il a été classé en première série parmi les 10 meilleurs joueurs français jusqu'en 1924.
Il apprit le bridge lors d'un séjour de deux ans en Suisse où il soignait une maladie. Il commence les compétitions lors de son retour en France et devient rapidement le meilleur joueur du pays, remportant 19 titres nationaux ainsi que la Coupe de France en 1932. Il fut pendant trois décennies l'un des principaux joueurs de bridge en Europe. En 1933, il affronta une équipe américaine dirigée par Ely Culbertson, la rencontre fut déclarée nulle à la 102e donne. En 1935, il est le principal artisan de la victoire française au 4e championnat d'Europe par équipes à Bruxelles (avec Adrien Aron, Joseph Broutin, Robert de Nexon, Georges Rousset, et Sophoklís Venizélos). Il représente la France lors de 32 rencontres internationales et notamment lors du premier championnat du monde la même année à New York.
Il a organisé et dirigé pendant de nombreuses années le tournoi de bridge de Monte-Carlo. Chroniqueur pour divers journaux, il a écrit de nombreux ouvrages de référence sur le jeu dont Notre méthode de bridge en 1935 et L'Encyclopédie du bridge moderne en 1957. Instigateur de la méthode Albarran relative aux codifications des enchères, il est en outre l'inventeur de la séquence canapé en 1946 et du 2♣ forcing de manche. Il a grandement contribué au développement de la pratique du bridge-contrat en France.
Marié quatre fois, sa dernière femme, Simonne Albarran a été sa collaboratrice et sa partenaire dans de nombreux tournois. Il meurt en son domicile du 14 rue de Montevideo dans le 16e arrondissement des suites d'un infarctus du myocarde.

## Publications

### Sur le bridge
- Bridge, les 102 donnes d'un grand match, coauteurs A. Aron, P. Bellanger et S. Vénizélos, éditions Grasset, Paris, 1933
- Notre Méthode de Bridge, coauteur Robert de Nexon, 1935
- Bridge, nouvelle méthode de nomination, les jeux bicolores, le canapé, éditions du Mouflon, 1946
- Le Bridge pour tous, coauteur Robert de Nexon, Éditeur : A. Fayard, Paris, 1949
- Mémento du bridge, coauteur José Le Dentu, A. Fayard, Paris, 1952
- Cent donnes extraordinaires : Bridge, coauteur José Le Dentu, 1953
- L'Encyclopédie du bridge moderne, vol. 1, Fayard, 1957.
- Apprenez à mieux jouer au bridge, Pierre Jaïs (préface), 1957
- Le nouveau bridge pour tous, coauteurs Robert de Nexon et José Le Dentu, 1958
- Comment gagner au bridge, avec Pierre Jaïs, Julliard, Paris, 1959
- L'Encyclopédie du bridge moderne, vol. 2 (post mortem), 1968
- Nouveau Memento de bridge en 100 leçons : enchères naturelles, coauteur José Le Dentu, éditeur : A. Fayard, Paris,  (ISBN 2-213-00396-3) (Post mortem), 1976

### Autres ouvrages
- Le Tennis, coauteur Rodolphe Saillard, éditions S. Bornemann, collection Tous les sports par des champions, no 5, 1931
- Un paradis se meurt, Alain Gerbault, éditions Self (préface), 1949
- Alain Gerbault, mon ami, coauteur Janine d'Almeida, éditions Fayard, 1952[10]
- Histoire du tennis, coauteur Henri Cochet, 1959